# اعتراضات ۲۰۱۶–۲۰۱۵ برزیل
در اوایل سال ۲۰۱۵ رشته اعتراضاتی در برزیل علیه فساد و در محکومیت دولت رئیس جمهور دیلما روسف شروع شد. افشای این که سیاستمداران متعددی عموماً از حزب کارگران برزیل در خصوص دریافت رشوه از شرکت دولتی انرژی پتروبراس در معرض تحقیقات قرار دارند، اعتراضات را کلید زد و تعداد معترضین از یک تا ۳ میلیون نفر تخمین زده شد. معترضین به خیابان‌ها ریختند تا به این رسوایی و نیز وضع بد اقتصادی این کشور اعتراض کنند. در پاسخ دولت قوانین ضد فساد وضع کرد.
در مارس ۲۰۱۶، در پی متهم شدن سلف روسف، لوئیس ایناسیو لولا دا سیلوا، به شرکت در پول‌شویی و صدور حکم بازداشت او تعداد رکوردشکنی از برزیلی‌ها در ۱۳ مارس ۲۰۱۶ با ۳ میلیون تظاهرکننده به دولت روسف اعتراض کردند.